# Perpignan
Perpignan (katalanska: Perpinyà) är en stad och kommun, huvudstad i departementet Pyrénées-Orientales, i södra Frankrike med 120 996 invånare (2022).
Det moriska citadellet i Perpignan var tidigare residens för kungen av Mallorca. Perpignan var huvudstad i provinsen Roussillon, ibland benämnd Nordkatalonien på grund av sitt katalanska ursprung, vilken 1659 avträddes av Spanien till Frankrike. Här fanns ett universitet mellan 1349 och 1793. Perpignan var fästningsstad fram till 1903 och hade även senare en stark garnison.
Av äldre byggnader märks den medeltida katedralen Saint-Jean och den medeltida kyrkan Saint-Marie-la-Réal. Stadshuset ombyggdes under renässansen, liksom börshuset, La Lonja.
Université de Perpignan är beläget i staden.
Liksom i stora delar av södra Frankrike är rugby den dominerande sporten i staden. USA Perpignan spelar i Top 14, den högsta serien i den franska ligan, och har vunnit det franska mästerskapet sju gånger.

## Befolkningsutveckling
Antalet invånare i kommunen Perpignan
| Referens: INSEE |